# 松本若菜
松本 若菜（日语：／ Matsumoto Wakana，1984年2月25日—），日本女演員，鳥取縣米子市出身，鳥取縣立米子南商業高等學校（今為鳥取縣立米子南高等學校）畢業。現為Triple A旗下藝人。

## 出演

### 電視劇
- 假面騎士系列（朝日電視台）
  - 假面騎士電王（2007年1月28日 - 2008年1月20日） - 野上愛理
  - 假面騎士Wizard 第6話・7話（2012年10月7日・14日） - 川崎愛美
- 世界奇妙物語（富士電視台）
  - 秋季特别篇「48%的戀愛」（2007年10月2日） - 有希
  - 春季特别篇「家族（假）」（2012年4月21日）- 少女B（あかり）
- Around40（2008年4月11日 - 6月20日、TBS） - 片山遙
- 狩矢警部シリーズ5・京舞妓殺人事件（2009年1月26日、TBS） - 梅千代（舞妓）
- テレ遊びパフォー!・長髪大怪獣ゲハラ（2009年2月24日、NHK綜合） - 通信兵
- おちゃべり（2009年3月5日、毎日放送 / TBS） - 菊池彩乃
- 「超」怖い話　平山夢明の眼球遊園「ラムズスクワッド」（2009年6月6日・13日、TBS頻道網絡配信・DVD） - 主演・田淵直子
- 新・警視廳搜查一課9係 第1話（2009年7月1日、朝日電視台） - 池上彌生
- 帝王 最終話（2009年9月16日、每日放送 / TBS） - 相生真希
- Untouchable〜事件記者・鳴海遼子〜 第5話（2009年11月13日、ABC電視台 / 朝日電視台） - 南彩香
- 法医学教室的事件档案30（2010年1月9日、朝日電視台） - 平松翔子
- 王牌酒保 第7話（2011年3月25日、朝日電視台）
- 名偵探柯南 致工藤新一的挑戰書 第4話（2011年7月28日、讀賣電視台 / 日本電視台） - 松本奈奈
- 新娘暖簾 第2季 第35話 - 最終話（2011年10月31日 - 12月29日、東海電視台） - 湯原千里
- Lucky Seven 第1話（2012年1月16日、富士電視台） - 美香
- Legal High 第3話（2012年5月1日、富士電視台） - 相澤的戀人
- Answer～警視廳檢證搜查官 第4話（2012年5月9日、朝日電視台） - 佐伯浩子
- 灰色的虹（2012年5月19日、朝日電視台） - 真島幸菜
- 总在哭泣 第2話（2012年7月14日、富士電視台） - 美女
- 山岳刑事 日本百名山殺人事件（2012年8月20日、TBS） - 赤尾杏子
- 西村京太郎トラベルミステリー58（2012年11月3日、朝日電視台） - 小池祐子
- 森村诚一 死海的伏流（2012年11月24日、朝日電視台） - 八切美樹
- 十万分之一的偶然（2012年12月15日、朝日電視台） - 三宮啓子
- 相棒（朝日電視台） - 大石真弓
  - season11 第11話（2013年1月1日）
  - season12 第10話（2014年1月1日）
- 科搜研之女 season12 第7話（2013年2月28日、朝日電視台） - 永崎未紗
- 搜查指挥官 水城沙耶（2013年1月28日、TBS） - 美樹
- 遺留搜查 第三季 第3話（2013年5月1日、朝日電視台） - 宗方栞
- 我討厭的偵探 第5話（2014年2月14日、朝日電視台） - 水原沙希
- 特搜 第3話 - 第5話（2014年5月25日 - 6月8日、WOWOW） - CLUB Reikaのママ
- 問題餐廳 第5話（2015年2月12日、富士電視台） - 上司にナンを叩きつける社員
- 獻花給倉鼠（2015年4月10日 - 6月12日、TBS） - 小沼由美子
- 戀愛中會有的事「辦公室戀愛時常有的事」（2015年6月24日、富士電視台）
- 職場新女王 第4話・第9話（2015年7月30日・9月10日、朝日電視台） - 戶田加奈子
- 刑警七人 第一季 最終話（2015年9月9日、朝日電視台）- 小野翔子
- 圖書館戰爭 BOOK OF MEMORIES（2015年10月5日、TBS） - 小牧幹久的前女友
- Atelier 第1週（2015年11月13日、富士電視台） - 西澤瑞希
- 天使心 第7話（2015年11月22日、日本電視台） - 高波遙
- 無法開槍的警官 第1話（2016年1月9日、WOWOW） - 岩本敏江
- 大岡越前3 第4話（2016年2月5日、NHK BS Premium）
- 那一年我們談的那場戀愛 第9話（2016年3月14日、富士電視台）
- 希波克拉底誓言 第1話（2016年10月2日、WOWOW） - 篠田真紀
- 重點車站的牛尾刑事VS事件記者・冴子16（2017年1月7日、朝日電視台） - 倉橋真理
- 稻垣家的喪主（2017年3月18日、WOWOW） - 北澤美加
- 闇の法執行人 第1話 過払い金請求のカラクリを探れ!（2017年6月10日、J:COMプレミアチャンネル） - 立花景子
- 偶像×戰士 奇蹟之音！ 第14話（2017年7月2日、東京電視台） - 咲良綾香
- 偵探物語 第8話（2017年9月1日、TBS） - 栗田朋美
- 產科醫鴻鳥 第2季（2017年10月17日、TBS） - 倉崎惠美
- 女兒的結婚（2018年1月8日、東京電視台） - 西原奈津子
- 眠狂四郎 The Final（2018年2月17日、富士電視台） - 狂四郎的母親
- 60 誤判對策室 第1話 - 第3話・最終話（2018年5月6日 - 20日・6月3日、WOWOW） - 長谷川由美
- 熱舞☆啦啦隊（2018年7月13日 - 9月14日、TBS） - 漆戸今日子
- dele 第4話（2018年8月17日、朝日電視台） - 松井美香
- 我們是由奇蹟構成的（2018年10月9日 - 12月11日、關西電視台 / 富士電視台） - 宮本涼子（虹一の母）
- 鐵證懸案～真相之門～第2季 第5話 （2018年11月10日、WOWOW） - 黒澤遙香
- Trace〜科搜研之男〜 第3話（2019年1月21日、富士電視台） - 松戶志津香
- 流浪温泉 遠藤憲一 第8話（2019年3月7日、東京電視台） - 増本若奈
- 水果宅急便 第9話（2019年3月8日、東京電視台）
- 東京獨身男子 第1話（2019年4月14日、朝日電視台） - 岩倉和彥的戀人
- 破案神手 第3話（2019年4月26日、TBS） - 瀨見みき子
- X光室的奇蹟～放射科的診斷報告～ 第一季 第7話（2019年5月20日、富士電視台）- 蛭田真貴
- 潤一 第4話（2019年8月3日、關西電視台） - 編集者・三上
- Top Knife-天才腦外科醫的條件- 第2話（2020年1月18日、日本電視台） - 牧羽由香里
- 駐在刑警 Season2 最終話（2020年3月6日、東京電視台） - 清本薫
- 大河劇（NHK）
  - 麒麟來了 第9話・第20話（2020年3月15日・5月31日） - 於大之方
  - 怎麼辦家康 第37回 - 最終回（2023年10月1日 - 12月17日） - 阿茶局
- 前外科醫的殺手 最後的戰鬥（2020年3月30日、東京電視台） - 煮雪梨花
- 別對映像研出手！（2020年4月6日 - 5月11日、MBS） - 水崎菜穗美
- 我的家政夫渚先生 第6話・7話（2020年8月11日・18日、TBS） - 箸尾玲香
- 警視廳・搜查一課長 Season4 第15話（2020年8月27日、朝日電視台） - 成木瑠香
- SUITS 第二季 第8話・第14話（2020年8月31日・10月12日、富士電視台） - 尾形萬智
- 出租什么都不做的人 最終話（2020年10月1日、東京電視台） - 森田希美
- 七人的秘書 第3話（2020年11月5日、朝日電視台） - 三好麻里
- 我梦见了那个女孩 第10話（2020年12月5日、東京電視台） - 山里亮太のファン
- 京來到了京都！ 第5話・最終話（2021年2月7日・14日、ABC電視台） - 佐知子
  - 京來到了京都！〜两个人的夏天～
- 年齡差的婚姻（2020年12月15日 - 2021年2月10日、MBS / TBS） - 西村美雪
- 代孕（2021年3月25日、富士電視台、第32回富士電視台年輕人劇本大獎得獎作品） - 西岡麻友
- 鴉色刑事組 第1話（2021年4月5日、富士電視台） - 相馬真弓
- 要來杯咖啡嗎 第4話（2021年4月26日、東京電視台） -
- 名偵探主廚 第2話（2021年6月14日、東京電視台）- 寺門小雪
- 我想被表揚的妄想飯 第8話（2021年8月28日、大阪電視台） - DJ琴音
- 副教授・高槻彰良的推察 第6話（2021年9月11日、東海電視台） - 雪村桃子
- 所以沒能殺掉（2022年1月9日 - 2月6日、WOWOW） - 白石美琴
- 勿說是推理 第11話・最終話（2022年3月21日・28日、富士電視台） - 貓田十朱
- 麻煩一族（2022年4月21日 - 6月30日、富士電視台） - 深山美保子
- 星新一的不可思議短編電視劇「來自地球的男人」（2022年4月26日、NHK BS4K・BS Premium）
- 復讐的未亡人（2022年7月8日 - 8月26日、東京電視台） - 主演・鈴木密
- 毛骨悚然撞鬼經驗 夏之特別篇2022「等待玩耍」（2022年8月20日、富士電視台） - 主演・田所弓子
- First Penguin!（2022年10月5日 - 12月7日、日本電視台） - 溝口靜
- 詐欺獵人 第1話（2022年10月21日、TBS） -
- 黃昏下牽起手（2023年1月17日 - 3月21日、TBS） - 磯部真紀子
- 浪漫偵探（2023年1月21日 - 2月11日、NHK綜合台） - 蓬蘭美摩子／相馬久代
- 18／40～兩人的夢想與愛情～（2023年7月11日 - 9月12日、TBS） - 柴崎薰
- ONE DAY～平安夜的騷動～（2023年10月9日 - 12月18日、富士電視台） -
- Deaf Voice 法庭的手語翻譯員（2023年12月16日・23日、NHK） -
- 正直不動產 特別篇（2024年1月3日、NHK） - 愛原真耶
  - 正直不動產2（2024年1月9日 - 3月12日、NHK）
- 因為你把心給了我（2024年1月8日 - 3月18日、富士電視台） - 千秋 / 朝野明日香
- 絕對不在場證明（2024年4月6日、朝日電視台）- 君嶋薫子
- DOUBLE CHEAT 虚假警察 Season1（2024年4月26日 - 6月14日、東京電視台） - 柊麻美
- 西園寺小姐不做家事（2024年7月9日 - 9月17日、TBS） - 主演・西園寺一妃
- 我的寶物（2024年10月17日 - 12月19日、富士電視台） - 主演・神崎美羽
- Dr.阿修羅（2025年4月16日 - 6月25日、富士電視台） - 主演・杏野朱羅

### 網路劇
- SixDays（2008年8月16日、魔法のiらんど） - 柳瀬秋穂
  - SixDays + アナザーストーリー
- 今日もまた、スマアシの夢を見てしまった 検事・八嶋智人編 2話・6話（2013年1月24日・3月28日、見参楽）
- 医師 問題無ノ介（2014年12月20日、dビデオ） -
- Atelier 第2話・第3話（2015年9月2日、Netflix） - 西沢瑞希
- 恋爱的男人们 最終話（2020年12月18日、Paravi） - 詩織
- 金魚妻（2022年2月14日、Netflix） - 田口慈子
- 死神先生2 第4話（2022年10月8日、Hulu） - 宇佐美一恵
- 摩登情爱·东京「息子の授乳、そしていくつかの不満」（2022年10月21日、Amazon Prime Video） - 香織
- Angel Flight 空中送行者（2023年3月17日、Amazon Prime Video） - EP5

### 電影
- 假面騎士系列
  - 劇場版 假面騎士電王 老子我，誕生！（2007年） - 野上愛理
  - 劇場版 假面騎士電王&Kiva CLIMAX刑事（2008年） - 野上愛理
  - 劇場版 再見假面騎士電王 Final Countdown（2008年） - 野上愛理 / 御雪
  - 假面騎士×假面騎士×假面騎士 THE MOVIE 超·電王三部曲（2010年） - 野上愛理
    - EPISODE RED ゼロのスタートウィンクル
    - EPISODE BLUE 派遣イマジンはNEWトラル
    - EPISODE YELLOW お宝DEエンド・パイレーツ
- 长发大怪兽 基哈拉（2009年） - 通信兵
- 我的腐女友（2009年） - 主演・白崎賴子（雙重主演）
- 幽灵作家旅馆（2012年3月17日） - ホテル従業員
- コラボ・モンスターズ!!「旧支配者のキャロル」（2012年5月12日） - 主演・
- 柠檬的滋味（2012年12月15日）
- 去看小洋蔥媽媽（2013年11月16日） - （グループホーム職員）
- 凍牌〜地下麻将斗牌录〜（2013年5月18日） -
- 失散的人们（2014年4月26日） -
- 夏を越える少年たち（2014年）
- 小春日和（日米共同制作 2015年） - 郵便局の客
- 原宿缩影（2015年5月16日） - スカウトされる女
- 投靠女與出走男（2015年） -
- ×××KISS KISS KISS「儀式」（2015年9月5日） - 主演・兎雨子
- 血光光五人帮：传说（2015年9月26日） - 百合香
- 夏之日、君之声（2015年10月24日） - （14年後）
- 亲爱的小鹿（2015年10月24日） - 西野清美
- 柯盼旅馆（2016年2月13日） - 麻子
- 無伴奏（2015年） - 堂本勢津子
- 全员单恋 サムシングブルー（2016年7月2日） -
- 屋顶的散步者（2016年7月23日） - 明智文代
- けんじ君の春（2016年） -
- 奇迹，那天如此重要（2017年1月28日） - ラジオパーソナリティー
- 愚行錄（2017年） - 夏原友季惠
- 母亲：小林多喜二的母亲（2017年2月25日） -
- 化妆品战争（2017年3月11日） - 藤谷裕美
- 看护人是你真好（2017年6月17日） - 佐藤夏海（女主角）
  - ケアニン〜こころに咲く花〜（2020年4月3日）
- 結婚（2017年） - 吉岡真奈
- 奔走只为PINKERTON（2018年1月20日） - 中川葵（女主角）
- 在咖啡冷掉之前（2018年9月21日） - 平井久美
- 这条路（2019年1月11日） - 松下俊子
- 连接对等城市之物（2019年4月26日） - 佐藤夏海（女主角）
- 柴公園（2019年6月14日）- 室町洋子（大学の同僚）
- 惡之華（2019年9月27日）
- his（2020年1月24日） - 日比野玲奈（女主角）
- 別對映像研出手！（2020年9月25日） - 水崎菜穂美
- 拔河祭之恋（2020年10月30日鹿児島先行公開、2021年5月7日全国公開） - 中園典子
- 你遗落的蓝天（2021年2月18日） - 実結的母親
- 劇場版情色小說家〜PlayBack〜（2021年） - 明實春子[1]。
- 双闪灯（2022年、劇場公開中止） - 美乃梨（女主角）
- 婚姻咨询师（2023年1月13日） - 時田結衣（女主角）
- 大家都活着〜第二个生日～（2023年2月4日） - 桜井美智子
- 電影 勿說是推理（2023年9月15日） - （配音出演）
- 氷室蓮司（2024年4月12日） - 涼子（配音出演）
- 工作細胞（2024年12月13日） - 巨噬細胞
- 室町無頼（2025年1月17日） - 芳王子

### PV
- J（元LUNA SEA）『TWISTER』
- JAY'ED『CRY FOR YOU』

## 書籍

### 寫真集
- watercolor（2007年11月9日、辰巳出版、攝影：倉繁利）ISBN 978-4777804542
- Finalcolor（サブラDVDムック）（2009年5月8日、小學館、攝影：西條彰仁）ISBN 978-4091030719

### 月曆
- 『松本若菜 2009年版限量月曆』（2008年9月發售）

## 作品

### DVD
- 『My Color～私色』（2007年12月22日發售、クエストラ）
- 『Couleur～色彩～』（2009年4月24日發售、クエストラ）

## 外部連結
- 松本若菜 My Color Powered by Ameba - 10/02/01～  （页面存档备份，存于）
- My Color部落格 - ～10/01/31  （页面存档备份，存于）
- 松本若菜的X（前Twitter）
- 松本若菜的Instagram帳戶